# ジョニー・キッド&ザ・パイレーツ
ジョニー・キッド&ザ・パイレーツ(Johnny Kidd & The Pirates) は、1950年代後半から1960年代後半にかけてヒットを放ったイギリスのロックンロール・バンド。

リーダーでシンガーのジョニー・キッド (Johnny Kidd　本名Frederick Heath) によって率いられ、アイパッチをはじめとした海賊のコスチュームでステージをつとめる一風変わった芸風で人気を博した。

ビートルズ、ローリング・ストーンズ、マージー・ビート以前のイギリスの代表的音楽グループである。

## 初期
オリジナルのパイレーツは1959年、ウォルター・J. リドリーのサポートの下、HMVと契約。同年5月にリリースしたファースト・シングル「プリーズ・ドント・タッチ」(Please Don't Touch)はイギリスのシングル・チャートの25位に達するヒットとなった。
この最初のヒットの後、バンドはサウンドおよびビジュアル面でさらにアピールするよう、さまざまな工夫を凝らした。

ステージでは、ボーカルのキッドがセンターに立ち、ギターのアラン・キャディ、ベースのブライアン・グレッグがキッドのわき腹を楽器で攻撃しようとするとキッドはドラムのビートに合わせてハイキックを繰り出し2人を蹴散らす、というプロットを演じ、サウンド面では当時としてはまだ珍しいエコーユニットをマイクにつなぎ、奥行きのあるボーカルを作り出した。

また、バンドが1959年から1961年にかけてサタデークラブで演奏していた当時、ステージにはメンバー4人のほかにマイク・ウェスト、トム・ブラウンという2人のバックアップ・コーラスも置いた。
1960年にはシングル「シェイキン・オール・オーヴァー」(Shakin' All Over)がUKチャートの1位に上りつめた。

後にザ・フーがライヴ・アット・リーズで採り上げるこの曲は、当時の批評家たちから「クリフ・リチャードの『ムーヴ・イット (Move It)』に続く、ブリティッシュロックのクラシック」と評された。

この曲の独特のサウンドは、ゲストのジョー・モレッティがタバコのライターを使って弾いたスライドギターによるものである。

その後、何枚かの小ヒットを飛ばすものの、「シェイキン・オール・オーヴァー」の印象があまり強すぎ、いずれも影の薄いものとなってしまった。
「プリーズ・ドント・レット・ミー・ダウン」(Please Don't Let Me Down)はイギリスのマイナー・ロッククラシックとなり、続く「ソー・ホワット」(So What)は、サンダークラップ・ジョーンズの派手なピアノソロをフィーチャーした。

## 黄金メンバーの時代
キッド以外のメンバー（カッティーニ、キャディ、ブライアン・グレッグ）はここでグループを離れ、ジョー・ミークのトルネードスに移って行った。
キッドはビッグバンドを従えたソロ・シングル「ハリー・オン・バック・トゥ・ラヴ」"Hurry On Back To Love"をリリース。メンバーは去ってしまったが、ブルージーなこの曲の出来栄えにキッドは手応えを感じる。
新メンバーが集められ、ジョニー・スペンス (Johnny Spence：Bass)、フランク・ファーレイ (Frank Farley：Ds)、ジョニー・パット (Johnny Patto：G) が新たにメンバーとなったが、パットはほどなく脱退。ミック・グリーンが加入し、ここにパイレーツ史上最強のラインナップがそろった。

新ラインナップのファースト・シングルは「ア・ショット・オブ・リズム・アンド・ブルース」(A Shot Of Rhythm And Blues) 。しかし1962年終盤に何とかヒットチャートの下位にねじ込めた程度だった。
時間を経て彼らのステージは充実していき、非常に視覚効果の高いステージングが確立された。

巨大なガレオン船を描いたバックに、19世紀の海賊のコスチュームで短剣を提げたキッドはステージを縦横無尽に暴れまわり、クラブの木製のステージは修繕のための保険の支払いを拒まれるほどに傷めつけられた。ドイツへのツアーによりグループのサウンドはさらに強化された。
1963年夏には、ビートグループ・ブームに乗り「アイル・ネヴァー・ゲット・オーヴァー・ユー」(I'll Never Get Over You) をヒットチャートの4位に送り込む。
続けてレコーディングした「ハングリー・フォー・ラヴ」(Hungry For Love) もトップ20に食い込んだ。

## 解散、キッドの死
ミック・グリーンは、1964年にビリー・J.クレイマー&ザ・ダコタスに加入するために脱退、後任にはジョン・ワイダーが、同時にオルガンのヴィク・クーパーが加入。
その後、再びヒットから遠ざかり、クーパー加入後待望され続けたデビュー・アルバムはついにリリースされなかった。

最終的にキッドとパイレーツは袂を分かち、パイレーツはシングル「青い影」(Shades Of Blue) をレコーディングした。
1966年、キッドはミック・スチュワート(ギター)、ニック・シンパー（ベース）、レイ・ソーパー（オルガン）、ロジャー・トゥルース（ドラムス）とニュー・パイレーツを結成し、復活を目の前にした1966年10月7日、交通事故であっけない最期を遂げた。（30歳）

## 再結成、グリーンの死
キッドの死後、最盛期のメンバー3人（ジョニー・スペンス、フランク・ファーレイ、ミック・グリーン）は、1976年にザ・パイレーツの名で再結成。
3人は、イズリントンのパブ、ホープ&アンコーで1977年11月初頭から3週間に渡って開催されたフロント・ロウ・フェスティバルに出演。パイレーツ以外にもウィルコ・ジョンソン、ストラングラーズ、XTCら個性派が大挙して参加したこのイベントの模様は、ライブ・コンピレーション・アルバムとして翌1978年3月にリリースされ、UKアルバムチャート28位に到達した。
再結成後もライブのみならず新作をレコーディングし、1978年には Out of Our Skulls を発表した。公式には1980年代中盤に活動を停止したものの、3人は機会あるごとに集まって演奏した（ドラムスのファーレイの健康上の問題で、ドラムスはマイク・ロバーツ（元ミニフィッシュ）が担当した）。
しかし2010年にミック・グリーンが死去し、公式に活動を終了。

## ディスコグラフィ

### シングル
- "Please Don't Touch"/"Growl" (1959年)
- "If You Were the Only Girl in the World"/"Feelin'" (1959年)
- "You Got What It Takes"/"Longin' Lips" (1960年)
- "Shakin' All Over"/"Yes Sir, That's My Baby" (1960年)
- "Restless"/"Magic of Love" (1960年)
- "Linda Lu"/"Let's Talk About Us" (1961年)
- "Please Don't Bring Me Down"/"So What" (1961年)
- "Hurry On Back To Love"/"I Want That" (1962年)
- "A Shot of Rhythm and Blues" b/w "I Can Tell" (1962年)
- "I'll Never Get Over You"/"Then I Got Everything" (1963年)
- "Hungry For Love"/"Ecstasy" (1963年)
- "Always and Ever"/"Dr. Feelgood" (1964年)
- "Jealous Girl"/"Shop Around" (1964年)
- "Whole Lotta Woman"/"Your Cheatin' Heart" (1964年)
- "The Birds and the Bees"/"Don't Make the Same Mistake I Did" (1965年)
- "Shakin' All Over '65"/"I Gotta Travel On" (1965年)
- "It's Gotta Be You"/"I Hate To Get Up In The Morning" 1966年)
- "The Fool"/"Send For That Girl" (1966年)

## 主なカバー
Please Don't Touch
- ヘッドガール (Headgirl)　※モーターヘッドとガールスクールのコラボレーション（EPSt. Valentine's Day Massacre(1981) 収録）
- ストレイ・キャッツ

Shakin' All Over
- ゲス・フー（1965年：米22位）
- ザ・フー　（ライヴ・アット・リーズ (1970) ほか）
- ハンブル・パイ（Live at the Whiskey A-Go-Go '69 (2002) 収録）
- フレイミン・グルーヴィーズ（Teenage Head (1971) 収録）
- ビリー・アイドル（1987年：ライヴ）